# جابو إيبهر
جابو أوشيفير مايكل إيبهر (مواليد 28 يناير 1983) هو لاعب كرة القدم أمريكي يلعب في مركز الهجوم مع نادي كارلايل يونايتد.

## روابط خارجية
- الملف الشخصي على موقع نادي كارلايل يونايتد.
- جابو إيبهر على Soccerbase